# 振动音
在语音学中，振动音（英語：vibrant）是一类包括闪音和颤音的辅音（颤音“有时被描述为振动音”）。西班牙语有两个振动音，/r/和/ɾ/。
该术语有时会在不清楚一种语言中的R音（rhotic）是闪音还是颤音时使用。